# Paratassa
Paratassa es un género de escarabajos barrenadores metálicos del orden Coleoptera.

## Especies
- Paratassa acuminata Bily y Volkovitsh, 1996
- Paratassa aegyptiaca Bily y Volkovitsh, 1996
- Paratassa agadeziaca Bily, 2004
- Paratassa arabica Bily y Volkovitsh, 1996
- Paratassa aurulenta Bily y Volkovitsh, 1996
- Paratassa coraebiformis (Fairmaire, 1875)
- Paratassa medioatlassica Bily y Volkovitsh, 1996
- Paratassa meridionalis Bily y Volkovitsh, 1996
- Paratassa occidentalis Bily y Volkovitsh, 1996
- Paratassa orientalis Bily y Volkovitsh, 1996
- Paratassa ringenbachi LIberto y Gigli, 2005
- Paratassa tunesiaca Bily y Volkovitsh, 1996